# Pałac Nonsuch
Pałac Nonsuch (ang. Nonsuch Palace) – wiejska rezydencja angielskiej rodziny królewskiej istniejąca w XVI i XVII wieku. Pałac znajdował się niedaleko dzisiejszego miasteczka Epsom w hrabstwie Surrey. Aby zrobić miejsce pod jego budowę, z ziemią została zrównana istniejąca wcześniej w tym miejscu wioska Cuddington.
Budowa pałacu trwała w latach 1538–1547, zaś inicjatorem jego powstania był król Henryk VIII. Miał on być pomnikiem potęgi Tudorów i zarazem swoistą odpowiedzią na wzniesiony przez Franciszka I zamek w Chambord. Projekt nigdy nie został jednak w pełni zrealizowany - po śmierci Henryka VIII prace budowlane zostały zahamowane, choć pałac nie był jeszcze ukończony. W 1556 królowa Maria I sprzedała Nonsuch księciu Arundel. 
Pałac wrócił do rąk rodziny królewskiej w 1590 i pozostawał w nich przez kolejne 80 lat. W 1670 król Karol II podarował go swej kochance, Barbarze, księżnej Castlemaine. Ta z kolei, potrzebując pieniędzy na spłatę hazardowych długów, w 1682 podjęła decyzję o rozbiórce pałacu i sprzedaży jego poszczególnych elementów. Niektóre z nich można dziś oglądać w British Museum. Po samym pałacu pozostało bardzo niewiele, przez długie lata uważano tę budowlę za doszczętnie zniszczoną. Dopiero w 1959 w miejscu, gdzie stała, podjęto wykopaliska archeologiczne i natrafiono na fundamenty jej sali bankietowej. Odkrycie to uważa się za jedno z najważniejszych w historii brytyjskiej archeologii nowożytnej. 
Nazwa pałacu, Nonsuch, dosłownie oznacza, że jest „jak żaden inny”, „nie ma drugiego takiego [pałacu]”.